# Meksyk na Letnich Igrzyskach Olimpijskich 2016
Meksyk na Letnich Igrzyskach Olimpijskich 2016 reprezentowało 124 zawodników: 80 mężczyzn i 44 kobiety. Był to 23 start reprezentacji Meksyku na letnich igrzyskach olimpijskich.

## Zdobyte medale
| Medal  | Zawodnik                 | Dyscyplina           | Konkurencja               | Rezultat                                         | Data        |
| ------ | ------------------------ | -------------------- | ------------------------- | ------------------------------------------------ | ----------- |
| Srebro | María Guadalupe González | Lekkoatletyka        | Chód na 20 km kobiet      | 1:28:37                                          | 19 sierpnia |
| Srebro | Germán Sánchez           | Skoki do wody        | Wieża 10 m mężczyźni      | 532,70 pkt                                       | 20 sierpnia |
| Srebro | María Espinoza           | Taekwondo            | waga powyżej 67 kg kobiet | W finale uległa Chince Zheng Shuyin.             | 20 sierpnia |
| Brąz   | Misael Rodríguez         | Boks                 | waga średnia mężczyzn     | W półfinale uległ Uzbekowi Bektemir Meliqo‘ziyev | 18 sierpnia |
| Brąz   | Ismael Hernández         | Pięciobój nowoczesny | mężczyźni                 | 1468 pkt                                         | 20 sierpnia |

## Skład kadry

### Badminton
| Zawodnik   | Konkurencja        | Faza grupowa               | Faza grupowa                  | Faza grupowa     | Pozycja | 1/8              | Ćwierćfinały     | Półfinały        | Finał            | Finał   | Źródło |
| Zawodnik   | Konkurencja        | Przeciwnik Wynik           | Przeciwnik Wynik              | Przeciwnik Wynik | Pozycja | Przeciwnik Wynik | Przeciwnik Wynik | Przeciwnik Wynik | Przeciwnik Wynik | Pozycja | Źródło |
| ---------- | ------------------ | -------------------------- | ----------------------------- | ---------------- | ------- | ---------------- | ---------------- | ---------------- | ---------------- | ------- | ------ |
| Lino Muñoz | gra pojedyncza (m) | Kidambi 0:2 (11-21, 17-21) | Hurskainen 0:2 (12-21, 11-21) | N/A              | 3.      | NQ               | NQ               | NQ               | NQ               | NQ      | [ 6 ]  |

### Boks
Mężczyźni
| Zawodnik           | Konkurencja          | 1/16              | 1/8              | Ćwierćfinał      | Półfinał           | Finał            | Finał   | Źródło |
| Zawodnik           | Konkurencja          | Przeciwnik Wynik  | Przeciwnik Wynik | Przeciwnik Wynik | Przeciwnik Wynik   | Przeciwnik Wynik | Miejsce | Źródło |
| ------------------ | -------------------- | ----------------- | ---------------- | ---------------- | ------------------ | ---------------- | ------- | ------ |
| Joselito Velázquez | waga papierowa       | Blanc W 3-0       | Do‘smatov P 0-3  | NQ               | NQ                 | NQ               | NQ      | [ 7 ]  |
| Elías Emigdio      | waga musza           | Enkh-Amar W 3-0   | Ávila P 0-3      | NQ               | NQ                 | NQ               | NQ      | [ 8 ]  |
| Lindolfo Delgado   | waga lekka           | Tommasone P 0-3   | NQ               | NQ               | NQ                 | NQ               | NQ      | [ 9 ]  |
| Raúl Curiel Garcia | waga lekkopółśrednia | Hu P WO           | NQ               | NQ               | NQ                 | NQ               | NQ      | [ 10 ] |
| Juan Pablo Romero  | waga półśrednia      | Mangiacapre P 1-2 | NQ               | NQ               | NQ                 | NQ               | NQ      | [ 11 ] |
| Misael Rodríguez   | waga średnia         | Abdul-Ridha W 3-0 | O’Reilly W DSQ   | Abdin W 3-0      | Meliqoʻziyev P 0-3 | NQ               | brąz    | [ 4 ]  |

### Gimnastyka
| Zawodnik      | Konkurencja  | Kwalifikacje | Kwalifikacje | Kwalifikacje | Kwalifikacje | Kwalifikacje | Kwalifikacje | Kwalifikacje | Kwalifikacje | Finał    | Finał    | Finał    | Finał    | Finał    | Finał    | Finał | Finał   | Źródło |
| Zawodnik      | Konkurencja  | Przyrząd     | Przyrząd     | Przyrząd     | Przyrząd     | Przyrząd     | Przyrząd     | Razem        | Pozycja      | Przyrząd | Przyrząd | Przyrząd | Przyrząd | Przyrząd | Przyrząd | Razem | Pozycja | Źródło |
| Zawodnik      | Konkurencja  | F            | PH           | R            | V            | PB           | HB           | Razem        | Pozycja      | F        | PH       | R        | V        | PB       | HB       | Razem | Pozycja | Źródło |
| ------------- | ------------ | ------------ | ------------ | ------------ | ------------ | ------------ | ------------ | ------------ | ------------ | -------- | -------- | -------- | -------- | -------- | -------- | ----- | ------- | ------ |
| Daniel Corral | koń z łękami | N/A          | 13,833       | N/A          | N/A          | N/A          | N/A          | 13,833       | 47.          | NQ       | NQ       | NQ       | NQ       | NQ       | NQ       | NQ    | NQ      | [ 12 ] |
| Daniel Corral | poręcze      | N/A          | N/A          | N/A          | N/A          | 15,000       | N/A          | 15,000       | 25.          | NQ       | NQ       | NQ       | NQ       | NQ       | NQ       | NQ    | NQ      | [ 12 ] |

Kobiety
| Zawodniczka  | Konkurencja            | Kwalifikacje | Kwalifikacje | Kwalifikacje | Kwalifikacje | Kwalifikacje | Kwalifikacje | Finał     | Finał     | Finał     | Finał     | Finał | Finał   | Źródło |
| Zawodniczka  | Konkurencja            | Przyrządy    | Przyrządy    | Przyrządy    | Przyrządy    | Razem        | Pozycja      | Przyrządy | Przyrządy | Przyrządy | Przyrządy | Razem | Pozycja | Źródło |
| Zawodniczka  | Konkurencja            | V            | UB           | BB           | F            | Razem        | Pozycja      | V         | UB        | BB        | F         | Razem | Pozycja | Źródło |
| ------------ | ---------------------- | ------------ | ------------ | ------------ | ------------ | ------------ | ------------ | --------- | --------- | --------- | --------- | ----- | ------- | ------ |
| Alexa Moreno | wielobój indywidualnie | 14,633       | 13,333       | 13,300       | 13,833       | 54,866       | 31.          | NQ        | NQ        | NQ        | NQ        | NQ    | NQ      | [ 13 ] |

### Golf
| Zawodnik          | Konkurencja | Runda 1 | Runda 2 | Runda 3 | Runda 4 | Łącznie | Łącznie | Łącznie | Źródło |
| Zawodnik          | Konkurencja | Wynik   | Wynik   | Wynik   | Wynik   | Wynik   | Par     | Pozycja | Źródło |
| ----------------- | ----------- | ------- | ------- | ------- | ------- | ------- | ------- | ------- | ------ |
| Rodolfo Cazaubón  | Mężczyźni   | 76      | 66      | 68      | 73      | 283     | - 1     | 30.     | [ 14 ] |
| Gaby López        | kobiety     | 71      | 67      | 76      | 72      | 286     | +2      | 31.     | [ 14 ] |
| Alejandra Llaneza | kobiety     | 73      | 68      | 73      | 80      | 294     | +10     | 44.     | [ 14 ] |

### Jeździectwo
Ujeżdżenie
| Zawodnik          | Koń                      | Konkurencja | Grand Prix | Grand Prix | Grand Prix Special | Grand Prix Special | Finał | Finał | Źródło |
| Zawodnik          | Koń                      | Konkurencja | Wynik      | Poz.       | Wynik              | Poz.               | Wynik | Poz.  | Źródło |
| ----------------- | ------------------------ | ----------- | ---------- | ---------- | ------------------ | ------------------ | ----- | ----- | ------ |
| Bernadette Pujals | Ujeżdżenie indywidualnie | Rolex       | 66,757     | 51.        | NQ                 | NQ                 | NQ    | NQ    | [ 15 ] |

### Judo
Kobiety
| Zawodniczka      | Konkurencja | 1/16                  | 1/8                 | Ćwierćfinał         | Półfinał            | Repasaże            | Finał / 3.miejsce   | Finał / 3.miejsce | Źródła |
| Zawodniczka      | Konkurencja | Przeciwniczka Wynik   | Przeciwniczka Wynik | Przeciwniczka Wynik | Przeciwniczka Wynik | Przeciwniczka Wynik | Przeciwniczka Wynik | Pozycja           | Źródła |
| ---------------- | ----------- | --------------------- | ------------------- | ------------------- | ------------------- | ------------------- | ------------------- | ----------------- | ------ |
| Edna Carrillo    | 48 kg       | Lokmanhekim W 100-000 | Kondo P 000-000     | NQ                  | NQ                  | NQ                  | NQ                  | NQ                | [ 16 ] |
| Vanessa Zambotti | +78 kg      | BYE                   | Andéol P 000-000    | NQ                  | NQ                  | NQ                  | NQ                  | NQ                | [ 17 ] |

### Kajakarstwo
Mężczyźni
| Zawodnik      | Konkurencja | Eliminacje | Eliminacje | Półfinały | Półfinały | Finał  | Finał      | Pozycja | Źródło |
| Zawodnik      | Konkurencja | Czas       | Pozycja    | Czas      | Pozycja   | Czas   | Pozycja    | Pozycja | Źródło |
| ------------- | ----------- | ---------- | ---------- | --------- | --------- | ------ | ---------- | ------- | ------ |
| Marcos Pulido | C-1 200m    | 41,910     | 6.         | 42,263    | 5.        | 42,098 | 8. Finał B | 16.     | [ 18 ] |

### Kolarstwo

#### Kolarstwo szosowe
| Zawodnik           | Konkurencja                    | Czas | Pozycja | Źródło |
| ------------------ | ------------------------------ | ---- | ------- | ------ |
| Luis Lemus         | wyścig ze startu wspólnego (m) | DNF  | DNF     | [ 19 ] |
| Carolina Rodríguez | wyścig ze startu wspólnego (k) | DNF  | DNF     | [ 20 ] |

#### Kolarstwo torowe
Omnium
| Zawodnik      | Konkurencja | Scratch | Scratch | Wyścig na dochodzenie | Wyścig na dochodzenie | Wyścig na dochodzenie | Wyścig eliminacyjny | Wyścig eliminacyjny | Wyścig na 500 m | Wyścig na 500 m | Wyścig na 500 m | Okrążenie start lotny | Okrążenie start lotny | Okrążenie start lotny | Wyścig punktowy | Wyścig punktowy | Suma punktów | Pozycja | Źródło |
| Zawodnik      | Konkurencja | Pozycja | Punkty  | Czas                  | Pozycja               | Punkty                | Pozycja             | Punkty              | Czas            | Pozycja         | Punkty          | Czas                  | Pozycja               | Punkty                | Punkty          | Pozycja         | Suma punktów | Pozycja | Źródło |
| ------------- | ----------- | ------- | ------- | --------------------- | --------------------- | --------------------- | ------------------- | ------------------- | --------------- | --------------- | --------------- | --------------------- | --------------------- | --------------------- | --------------- | --------------- | ------------ | ------- | ------ |
| Ignacio Prado | mężczyźni   | 13.     | 16      | 4:29,396              | 14.                   | 14                    | 9.                  | 24                  | 1:05,839        | 17.             | 8               | 14,046                | 17.                   | 8                     | 3               | 10              | 73           | 15.     | [ 21 ] |

#### Kolarstwo górskie
| Zawodnik          | Konkurencja       | Czas    | Pozycja | Źródło |
| ----------------- | ----------------- | ------- | ------- | ------ |
| Daniela Campuzano | cross-country (k) | 1:36:33 | 16.     | [ 22 ] |

### Lekkoatletyka
Mężczyźni
Konkurencje biegowe
| Zawodnik            | Konkurencja   | Eliminacje | Eliminacje | Półfinał | Półfinał | Finał   | Finał   | Źródło |
| Zawodnik            | Konkurencja   | Wynik      | Miejsce    | Wynik    | Miejsce  | Wynik   | Miejsce | Źródło |
| ------------------- | ------------- | ---------- | ---------- | -------- | -------- | ------- | ------- | ------ |
| José Carlos Herrera | 200 m         | 20,29      | 17.        | 20,48    | 20.      | NQ      | NQ      | [ 23 ] |
| Ricardo Ramos       | maraton       | N/A        | N/A        | N/A      | N/A      | 2:30:20 | 120.    | [ 24 ] |
| Daniel Vargas       | maraton       | N/A        | N/A        | N/A      | N/A      | 2:18:51 | 54.     | [ 24 ] |
| Pedro Daniel Gómez  | chód na 20 km | N/A        | N/A        | N/A      | N/A      | 1:22:22 | 23.     | [ 25 ] |
| Ever Palma          | chód na 20 km | N/A        | N/A        | N/A      | N/A      | 1:21:24 | 14.     | [ 25 ] |
| Julio César Salazar | chód na 20 km | N/A        | N/A        | N/A      | N/A      | 1:27:38 | 52.     | [ 25 ] |
| Horacio Nava        | chód na 50 km | N/A        | N/A        | N/A      | N/A      | 3:50:53 | 13.     | [ 26 ] |
| José Leyver Ojeda   | chód na 50 km | N/A        | N/A        | N/A      | N/A      | 3:56:07 | 25.     | [ 26 ] |
| Omar Zepeda         | chód na 50 km | N/A        | N/A        | N/A      | N/A      | 3:51:35 | 16.     | [ 26 ] |

Konkurencje techniczne
| Zawodnik        | Konkurencja | Kwalifikacje | Kwalifikacje | Finał | Finał   | Źródło |
| Zawodnik        | Konkurencja | Wynik        | Miejsce      | Wynik | Miejsce | Źródło |
| --------------- | ----------- | ------------ | ------------ | ----- | ------- | ------ |
| Alberto Álvarez | trójskok    | 16,67        | 10.          | 16,56 | 9.      | [ 27 ] |
| Edgar Rivera    | skok wzwyż  | 2,17         | 35.          | NQ    | NQ      | [ 28 ] |
| Diego Del Real  | rzut młotem | 75,19        | 5.           | 76,05 | 4.      | [ 29 ] |

Kobiety
Konkurencje biegowe
| Zawodnik                 | Konkurencja | Finał    | Finał   | Źródło |
| Zawodnik                 | Konkurencja | Wynik    | Miejsce | Źródło |
| ------------------------ | ----------- | -------- | ------- | ------ |
| Brenda Flores            | 10 000 m    | 32:29,08 | 32.     | [ 30 ] |
| Marisol Romero           | 10 000 m    | 35:33,03 | 35.     | [ 30 ] |
| Margarita Hernández      | maraton     | 2:38:15  | 48.     | [ 31 ] |
| Madaí Pérez              | maraton     | 2:34:42  | 32.     | [ 31 ] |
| María Guadalupe González | chód 20 km  | 1:28:37  | srebro  | [ 32 ] |
| Alejandra Ortega         | chód 20 km  | 1:37:33  | 41.     | [ 32 ] |
| María Guadalupe Sánchez  | chód 20 km  | 1:33:44  | 23.     | [ 32 ] |

Konkurencje techniczne
| Zawodniczka    | Konkurencja | Kwalifikacje | Kwalifikacje | Finał | Finał   | Źródło |
| Zawodniczka    | Konkurencja | Wynik        | Miejsce      | Wynik | Miejsce | Źródło |
| -------------- | ----------- | ------------ | ------------ | ----- | ------- | ------ |
| Yvonne Treviño | skok w dal  | 6,16         | 30.          | NQ    | NQ      | [ 33 ] |

### Łucznictwo
| Zawodnik                                       | Konkurencja       | Runda rankingowa | Runda rankingowa | 1/32             | 1/16             | 1/8              | Ćwierćfinały            | Półfinały        | Finał            | Finał   | Źródło |
| Zawodnik                                       | Konkurencja       | Wynik            | Miejsce          | Przeciwnik Wynik | Przeciwnik Wynik | Przeciwnik Wynik | Przeciwnik Wynik        | Przeciwnik Wynik | Przeciwnik Wynik | Pozycja | Źródło |
| ---------------------------------------------- | ----------------- | ---------------- | ---------------- | ---------------- | ---------------- | ---------------- | ----------------------- | ---------------- | ---------------- | ------- | ------ |
| Ernesto Boardman                               | indywidualnie (m) | 662              | 28.              | Puentes P 4-6    | NQ               | NQ               | NQ                      | NQ               | NQ               | NQ      | [ 34 ] |
| Gabriela Bayardo                               | indywidualnie (k) | 648              | 12.              | Ray W 6-0        | Unruh P 4-6      | NQ               | NQ                      | NQ               | NQ               | NQ      | [ 35 ] |
| Aída Román                                     | indywidualnie (k) | 623              | 38.              | Mîrca P 4-6      | NQ               | NQ               | NQ                      | NQ               | NQ               | NQ      | [ 35 ] |
| Alejandra Valencia                             | indywidualnie (k) | 651              | 8.               | Łobżenidze W 6-4 | Anagöz W 6-5     | Laishram W 6-2   | Choi W 6-0              | Unruh W 2-6      | Ki W 4-6         | 4.      | [ 35 ] |
| Gabriela Bayardo Aída Román Alejandra Valencia | drużynowo (k)     | 1922             | 5.               | N/A              | N/A              | Gruzja · W 6-0   | Chińskie Tajpej · P 4-5 | NQ               | NQ               | NQ      | [ 35 ] |

### Pięciobój nowoczesny
| Zawodnik         | Konkurencja | Szermierka      | Szermierka | Szermierka | Pływanie | Pływanie | Pływanie | Jazda konna | Jazda konna | Jazda konna | Kombinacja: strzelanie/bieg przełajowy | Kombinacja: strzelanie/bieg przełajowy | Kombinacja: strzelanie/bieg przełajowy | Suma punktów | Pozycja | Źródło |
| Zawodnik         | Konkurencja | Wynik (wygrane) | M.         | Punkty     | Czas     | M.       | Punkty   | Kary        | M.          | Punkty      | Czas                                   | M.                                     | Punkty                                 | Suma punktów | Pozycja | Źródło |
| ---------------- | ----------- | --------------- | ---------- | ---------- | -------- | -------- | -------- | ----------- | ----------- | ----------- | -------------------------------------- | -------------------------------------- | -------------------------------------- | ------------ | ------- | ------ |
| Ismael Hernández | mężczyźni   | 18              | 19.        | 208        | 2:02,12  | 11.      | 334      | 0           | 5.          | 300         | 11:14,33                               | 8.                                     | 626                                    | 1468         | brąz    | [ 36 ] |
| Tamara Vega      | kobiety     | 18              | 27.        | 190        | 2:16,89  | 17.      | 290      | 0           | 5.          | 300         | 12:49,39                               | 11.                                    | 531                                    | 1311         | 11.     | [ 36 ] |

### Piłka nożna
Turniej mężczyzn
- Reprezentacja mężczyzn

| - Alfredo Talavera - José Abella - Jordan Silva - César Montes - Michael Pérez - Jorge Torres Nilo - Rodolfo Pizarro - Hirving Lozano - Oribe Peralta - Carlos Fierro |  | - Víctor Guzmán - Marco Bueno - Gibrán Lajud - Carlos Salcedo - Erick Aguirre - Erick Gutiérrez - Carlos Cisneros - Arturo González - Erick Torres - Raúl López |

| Drużyna | Konkurencja | Faza grupowa         | Faza grupowa     | Faza grupowa     | Faza grupowa | Ćwierćfinały     | Półfinały        | Finał            | Źródło | Pozycja |
| Drużyna | Konkurencja | Przeciwnik Wynik     | Przeciwnik Wynik | Przeciwnik Wynik | Pozycja      | Przeciwnik Wynik | Przeciwnik Wynik | Przeciwnik Wynik | Źródło | Pozycja |
| ------- | ----------- | -------------------- | ---------------- | ---------------- | ------------ | ---------------- | ---------------- | ---------------- | ------ | ------- |
| Meksyk  | mężczyźni   | Korea Południowa 0:1 | Niemcy 2:2       | Fidżi 5:1        | 3.           | NQ               | NQ               | NQ               | NQ     | [ 37 ]  |

### Pływanie
| Zawodnik       | Konkurencja               | Eliminacje | Eliminacje | Półfinał | Półfinał | Finał | Finał   | Źródło |
| Zawodnik       | Konkurencja               | Czas       | Miejsce    | Czas     | Miejsce  | Czas  | Miejsce | Źródło |
| -------------- | ------------------------- | ---------- | ---------- | -------- | -------- | ----- | ------- | ------ |
| Long Gutiérrez | 100 m motylkowym mężczyzn | 53,34      | 32.        | NQ       | NQ       | NQ    | NQ      | [ 38 ] |
| Ricardo Vargas | 1500 m dowolnym mężczyzn  | 15:11,53   | 25.        | N/A      | N/A      | NQ    | NQ      | [ 39 ] |
| Liliana Ibáñez | 50 m dowolnym kobiet      | 25,25      | 28.        | NQ       | NQ       | NQ    | NQ      | [ 40 ] |

### Pływanie synchroniczne
| Zawodnik                    | Konkurencja | Eliminacje                    | Eliminacje                    | Eliminacje                 | Eliminacje                 | Eliminacje         | Eliminacje         | Finał         | Finał         | Finał    | Finał   | Źródło |
| Zawodnik                    | Konkurencja | Eliminacje - runda techniczna | Eliminacje - runda techniczna | Eliminacje - runda dowolna | Eliminacje - runda dowolna | Eliminacje - Razem | Eliminacje - Razem | Runda dowolna | Runda dowolna | Razem    | Razem   | Źródło |
| Zawodnik                    | Konkurencja | Punkty                        | Miejsce                       | Punkty                     | Miejsce                    | Punkty             | Miejsce            | Punkty        | Miejsce       | Punkty   | Miejsce | Źródło |
| Karem Achach Nuria Diosdado | Duety       | 84,9268                       | 12.                           | 85,7333                    | 11.                        | 170,6601           | 11.                | 86,0667       | 11.           | 170,9935 | 11.     | [ 41 ] |

### Podnoszenie ciężarów
| Zawodnik           | Konkurencja     | Rwanie | Rwanie  | Podrzut | Podrzut | Razem  | Pozycja | Źródło |
| Zawodnik           | Konkurencja     | Wynik  | Pozycja | Wynik   | Pozycja | Razem  | Pozycja | Źródło |
| ------------------ | --------------- | ------ | ------- | ------- | ------- | ------ | ------- | ------ |
| Bredni Roque       | -69 kg mężczyzn | 145 kg | 7.      | 181 kg  | 5.      | 326 kg | 4.      | [ 42 ] |
| Patricia Domínguez | -58 kg kobiet   | 96 kg  | 6.      | 115 kg  | 8.      | 211 kg | 8.      | [ 42 ] |
| Eva Gurrola        | -63 kg kobiet   | 100 kg | 6.      | 120 kg  | 6.      | 220 kg | 5.      | [ 42 ] |
| Alejandra Garza    | -75 kg kobiet   | 98 kg  | 10.     | 126 kg  | 9.      | 224 kg | 9.      | [ 42 ] |

### Siatkówka
Mężczyźni
- Reprezentacja mężczyzn

| - Daniel Vargas - Gonzalo Ruiz - Jesús Rangel - Jesús Alberto Perales - Jorge Quiñones - Carlos Guerra |  | - Pedro Rangel - Jorge Barajas - Samuel Córdova - Tomás Aguilera - Néstor Orellana - José Martínez |

| Drużyna | Konkurencja | Faza grupowa     | Faza grupowa     | Faza grupowa     | Faza grupowa     | Faza grupowa          | Faza grupowa | Ćwierćfinały     | Półfinały        | Finał            | Pozycja | Źródło |
| Drużyna | Konkurencja | Przeciwnik Wynik | Przeciwnik Wynik | Przeciwnik Wynik | Przeciwnik Wynik | Przeciwnik Wynik      | Pozycja      | Przeciwnik Wynik | Przeciwnik Wynik | Przeciwnik Wynik | Pozycja | Źródło |
| ------- | ----------- | ---------------- | ---------------- | ---------------- | ---------------- | --------------------- | ------------ | ---------------- | ---------------- | ---------------- | ------- | ------ |
| Meksyk  | mężczyźni   | Brazylia 1:3     | Francja 0:3      | Włochy 0:3       | Kanada 0:3       | Stany Zjednoczone 0:3 | 6.           | NQ               | NQ               | NQ               | NQ      | [ 37 ] |

#### Siatkówka plażowa
| Zawodnik                       | Konkurencja | Faza grupowa                           | Faza grupowa                         | Faza grupowa                    | Pozycja | 1/8                                     | Ćwierćfinały     | Półfinały        | Finał/3.miejsce  | Finał/3.miejsce | Źródło |
| Zawodnik                       | Konkurencja | Przeciwnik Wynik                       | Przeciwnik Wynik                     | Przeciwnik Wynik                | Pozycja | Przeciwnik Wynik                        | Przeciwnik Wynik | Przeciwnik Wynik | Przeciwnik Wynik | Pozycja         | Źródło |
| ------------------------------ | ----------- | -------------------------------------- | ------------------------------------ | ------------------------------- | ------- | --------------------------------------- | ---------------- | ---------------- | ---------------- | --------------- | ------ |
| Lombardo Ontiveros Juan Virgen | mężczyźni   | Lupo Nicolai 2:1 (14-21, 21-14, 15-11) | Dalhausser Lucena 0:2 (14-21, 17-21) | Naceur Salah 2:0 (21-10, 21-10) | 2.      | Nummerdor Varenhorst 0:2 (18-21, 15-21) | NQ               | NQ               | NQ               | NQ              | [ 43 ] |

### Skoki do wody
Mężczyźni
| Zawodnik                    | Konkurencja                   | Preeliminacje | Preeliminacje | Półfinał | Półfinał | Finał  | Finał   | Źródło |
| Zawodnik                    | Konkurencja                   | Punkty        | Miejsce       | Punkty   | Miejsce  | Punkty | Miejsce | Źródło |
| --------------------------- | ----------------------------- | ------------- | ------------- | -------- | -------- | ------ | ------- | ------ |
| Rodrigo Diego               | trampolina 3 m indywidualnie  | 430,70        | 8.            | 356,05   | 16.      | NQ     | NQ      | [ 44 ] |
| Rommel Pacheco              | trampolina 3 m indywidualnie  | 488,25        | 2.            | 469,70   | 2.       | 451,20 | 7.      | [ 44 ] |
| Iván García                 | wieża 10 m indywidualnie      | 418,90        | 15.           | 497,55   | 3.       | 418,95 | 10.     | [ 45 ] |
| Germán Sánchez              | wieża 10 m indywidualnie      | 430,05        | 12.           | 462,05   | 8.       | 532,70 | srebro  | [ 45 ] |
| Jahir Ocampo Rommel Pacheco | trampolina 3 m synchronicznie | N/A           | N/A           | N/A      | N/A      | 405,30 | 5.      | [ 46 ] |
| Iván García Germán Sánchez  | wieża 10 m synchronicznie     | N/A           | N/A           | N/A      | N/A      | 423,30 | 5.      | [ 47 ] |

Kobiety
| Zawodniczka                     | Konkurencja                  | Preeliminacje | Preeliminacje | Półfinał | Półfinał | Finał  | Finał   | Źródło |
| Zawodniczka                     | Konkurencja                  | Punkty        | Miejsce       | Punkty   | Miejsce  | Punkty | Miejsce | Źródło |
| ------------------------------- | ---------------------------- | ------------- | ------------- | -------- | -------- | ------ | ------- | ------ |
| Dolores Hernández               | trampolina 3 m indywidualnie | 295,20        | 18.           | 293,05   | 16.      | NQ     | NQ      | [ 48 ] |
| Melany Hernández                | trampolina 3 m indywidualnie | 279,45        | 22.           | NQ       | NQ       | NQ     | NQ      | [ 48 ] |
| Paola Espinosa                  | wieża 10 m indywidualnie     | 313,70        | 13.           | 306,45   | 12.      | 377,10 | 4.      | [ 49 ] |
| Alejandra Orozco                | wieża 10 m indywidualnie     | 287,45        | 20.           | NQ       | NQ       | NQ     | NQ      | [ 49 ] |
| Paola Espinosa Alejandra Orozco | wieża 10 m synchronicznie    | N/A           | N/A           | N/A      | N/A      | 304,08 | 6.      | [ 50 ] |

### Strzelectwo
| Zawodnik         | Konkurencja                    | Kwalifikacje | Kwalifikacje | Finał | Finał   | Źródło |
| Zawodnik         | Konkurencja                    | Wynik        | Pozycja      | Wynik | Pozycja | Źródło |
| ---------------- | ------------------------------ | ------------ | ------------ | ----- | ------- | ------ |
| Alejandra Zavala | pistolet pneumatyczny 10 m (k) | 387          | 4.           | 157,1 | 4.      | [ 51 ] |
| Goretti Zumaya   | karabin pneumatyczny 10 m (k)  | 413,9        | 24.          | NQ    | NQ      | [ 51 ] |

### Szermierka
Mężczyźni
| Zawodnik     | Konkurencja          | 1/32             | 1/16             | 1/8              | Ćwierćfinały     | Półfinały        | Finał/3.miejsce  | Finał/3.miejsce | Źródło |
| Zawodnik     | Konkurencja          | Przeciwnik Wynik | Przeciwnik Wynik | Przeciwnik Wynik | Przeciwnik Wynik | Przeciwnik Wynik | Przeciwnik Wynik | Pozycja         | Źródło |
| ------------ | -------------------- | ---------------- | ---------------- | ---------------- | ---------------- | ---------------- | ---------------- | --------------- | ------ |
| Julián Ayala | szabla indywidualnie | N/A              | Szilágyi P 9-15  | NQ               | NQ               | NQ               | NQ               | NQ              | [ 52 ] |
| Daniel Gómez | floret indywidualnie | BYE              | Avola P 5-15     | NQ               | NQ               | NQ               | NQ               | NQ              | [ 53 ] |

Kobiety
| Zawodnik                                       | Konkurencja          | 1/32             | 1/16             | 1/8              | Ćwierćfinały     | Półfinały        | Finał/3.miejsce   | Finał/3.miejsce | Źródło |
| Zawodnik                                       | Konkurencja          | Przeciwnik Wynik | Przeciwnik Wynik | Przeciwnik Wynik | Przeciwnik Wynik | Przeciwnik Wynik | Przeciwnik Wynik  | Pozycja         | Źródło |
| ---------------------------------------------- | -------------------- | ---------------- | ---------------- | ---------------- | ---------------- | ---------------- | ----------------- | --------------- | ------ |
| Alejandra Terán                                | szpada indywidualnie | Nakano P 12-15   | NQ               | NQ               | NQ               | NQ               | NQ                | NQ              | [ 54 ] |
| Nataly Michel                                  | floret indywidualnie | BYE              | Prescod P 9-15   | NQ               | NQ               | NQ               | NQ                | NQ              | [ 55 ] |
| Tania Arrayales                                | szabla indywidualnie | N/A              | Jegorian P 7-15  | NQ               | NQ               | NQ               | NQ                | NQ              | [ 56 ] |
| Úrsula González                                | szabla indywidualnie | Toledo W 15-11   | Charłan P 8-15   | NQ               | NQ               | NQ               | NQ                | NQ              | [ 56 ] |
| Julieta Toledo                                 | szabla indywidualnie | González P 11-15 | NQ               | NQ               | NQ               | NQ               | NQ                | NQ              | [ 56 ] |
| Tania Arrayales Úrsula González Julieta Toledo | szabla drużynowo     | N/A              | N/A              | N/A              | Rosja · P 31-45  | Polska · P 23-45 | Francja · W 45-38 | 7.              | [ 59 ] |

### Taekwondo
| Zawodnik                   | Konkurencja               | 1/8              | Ćwierćfinał      | Półfinał          | Repesaż          | Finał/3.miejsce       | Finał/3.miejsce | Źródło |
| Zawodnik                   | Konkurencja               | Przeciwnik Wynik | Przeciwnik Wynik | Przeciwnik Wynik  | Przeciwnik Wynik | Przeciwnik Wynik      | Pozycja         | Źródło |
| -------------------------- | ------------------------- | ---------------- | ---------------- | ----------------- | ---------------- | --------------------- | --------------- | ------ |
| Itzel Manjarrez            | -49 kg kobiet             | Keleku W 9-5     | Sing W 14-4      | Bogdanović P 0-10 | BYE              | Wongpattanakit P 3-15 | 5.              | [ 60 ] |
| María del Rosario Espinoza | waga powyżej 67 kg kobiet | Alora W 4-1      | Dislam W 3-2     | Galloway W 0-0    | BYE              | Zheng P 1-5           | srebro          | [ 61 ] |
| Carlos Navarro             | -58 kg mężczyzn           | Shriha W 23-9    | Teixeira W 8-5   | Zhao P 4-9        | BYE              | Kim P 5-7             | 5.              | [ 62 ] |
| Saúl Gutiérrez             | -68 kg mężczyzn           | Temüüjin P 11-12 | NQ               | NQ                | NQ               | NQ                    | NQ              | [ 63 ] |

### Tenis stołowy
| Zawodnik      | Konkurencja        | Eliminacje       | Runda 1          | Runda 2          | Runda 3          | 1/8 finału       | Ćwierćfinały     | Półfinały        | Finał            | Finał   | Źródło |
| Zawodnik      | Konkurencja        | Przeciwnik Wynik | Przeciwnik Wynik | Przeciwnik Wynik | Przeciwnik Wynik | Przeciwnik Wynik | Przeciwnik Wynik | Przeciwnik Wynik | Przeciwnik Wynik | Pozycja | Źródło |
| ------------- | ------------------ | ---------------- | ---------------- | ---------------- | ---------------- | ---------------- | ---------------- | ---------------- | ---------------- | ------- | ------ |
| Marcos Madrid | gra pojedyncza (m) | Shing W 4-0      | Wang P 1-4       | NQ               | NQ               | NQ               | NQ               | NQ               | NQ               | NQ      | [ 64 ] |
| Yadira Silva  | gra pojedyncza (k) | Allejji W 4-0    | Balážová P 0-4   | NQ               | NQ               | NQ               | NQ               | NQ               | NQ               | NQ      | [ 65 ] |

### Tenis ziemny
| Zawodnik                                    | Konkurencja | 1/16                            | 1/8                           | Ćwierćfinały     | Półfinały        | Finał            | Finał   | Źródło |
| Zawodnik                                    | Konkurencja | Przeciwnik Wynik                | Przeciwnik Wynik              | Przeciwnik Wynik | Przeciwnik Wynik | Przeciwnik Wynik | Pozycja | Źródło |
| ------------------------------------------- | ----------- | ------------------------------- | ----------------------------- | ---------------- | ---------------- | ---------------- | ------- | ------ |
| Santiago González Miguel Ángel Reyes-Varela | debel (m)   | Fleming Inglot W 2-0 (6:3, 6:0) | Mergea Tecău P 0-2 (3:6, 6:7) | NQ               | NQ               | NQ               | NQ      | [ 66 ] |

### Triathlon
| Zawodnik          | Konkurencja | Pływanie (1,5 km) | Zmiana 1 | Jazda na rowerze (40 km) | Zmiana 2   | Bieg (10 km) | Czas       | Pozycja    | Źródło |
| ----------------- | ----------- | ----------------- | -------- | ------------------------ | ---------- | ------------ | ---------- | ---------- | ------ |
| Cecilia Pérez     | kobiety     | 19:10             | 0:55     | 1:04:39                  | 0:37       | 37:26        | 2:02:47    | 33.        | [ 67 ] |
| Claudia Rivas     | kobiety     | 19:05             | 0:58     | 1:01:27                  | 0:40       | 36:18        | 1:58:28    | 9.         | [ 67 ] |
| Rodrigo González  | mężczyźni   | 18:38             | 0:49     | Zdublowany               | Zdublowany | Zdublowany   | Zdublowany | Zdublowany | [ 68 ] |
| Crisanto Grajales | mężczyźni   | 17:59             | 0:50     | 55:52                    | 0:34       | 32:13        | 1:47:28    | 12.        | [ 68 ] |
| Irving Pérez      | mężczyźni   | 17:35             | 0:45     | 56:21                    | 0:35       | 33:10        | 1:48:26    | 22.        | [ 68 ] |

### Wioślarstwo
| Zawodnik            | Konkurencja | Eliminacje | Eliminacje | Repesaż | Repesaż | Ćwierćfinał | Ćwierćfinał | Półfinały | Półfinały       | Finał   | Finał      | Miejsce | Źródło |
| Zawodnik            | Konkurencja | Czas       | M.         | Czas    | M.      | Czas        | M.          | Czas      | M.              | Czas    | M.         | Miejsce | Źródło |
| ------------------- | ----------- | ---------- | ---------- | ------- | ------- | ----------- | ----------- | --------- | --------------- | ------- | ---------- | ------- | ------ |
| Juan Carlos Cabrera | M1x         | 7:08,27    | 2.         | BYE     | BYE     | 6:50,04     | 2.          | 7:03,68   | 4. Półfinał A/B | 6:50,02 | 2. Finał B | 8.      | [ 69 ] |
| Kenia Lechuga       | W1x         | 8:11,44    | 1.         | BYE     | BYE     | 7:44,11     | 3.          | 8:14,76   | 6. Półfinał A/B | 7:40,39 | 6. Finał B | 12.     | [ 70 ] |

### Zapasy
Mężczyźni - styl klasyczny
| Zawodnik      | Konkurencja | Kwalifikacje       | 1/8              | Ćwierćfinał      | Półfinał         | Repesaż 1        | Finał/ 3.miejsce | Finał/ 3.miejsce | Źródło |
| Zawodnik      | Konkurencja | Przeciwnik Wynik   | Przeciwnik Wynik | Przeciwnik Wynik | Przeciwnik Wynik | Przeciwnik Wynik | Przeciwnik Wynik | Pozycja          | Źródło |
| ------------- | ----------- | ------------------ | ---------------- | ---------------- | ---------------- | ---------------- | ---------------- | ---------------- | ------ |
| Alfonso Leyva | -85 kg      | Kobliaszwili P 0-3 | NQ               | NQ               | NQ               | NQ               | NQ               | 19.              | [ 71 ] |

### Żeglarstwo
Kobiety
| Zawodnik    | Konkurencja | Wyścig | Wyścig | Wyścig | Wyścig | Wyścig | Wyścig | Wyścig | Wyścig | Wyścig | Wyścig | Wyścig | Wyścig | Wyścig | Punkty | Finałowa pozycja | Źródło |
| Zawodnik    | Konkurencja | 1      | 2      | 3      | 4      | 5      | 6      | 7      | 8      | 9      | 10     | 11     | 12     | M*     | Punkty | Finałowa pozycja | Źródło |
| ----------- | ----------- | ------ | ------ | ------ | ------ | ------ | ------ | ------ | ------ | ------ | ------ | ------ | ------ | ------ | ------ | ---------------- | ------ |
| Demita Vega | RS:X        | 11     | 18     | 18     | 9      | 10     | 17     | 27     | 8      | 13     | 17     | 11     | 15     | NQ     | 147    | 13.              | [ 72 ] |

Mężczyźni
| Zawodnik     | Konkurencja | Wyścig | Wyścig | Wyścig | Wyścig | Wyścig | Wyścig | Wyścig | Wyścig | Wyścig | Wyścig | Wyścig | Wyścig | Wyścig | Punkty | Finałowa pozycja | Źródło |
| Zawodnik     | Konkurencja | 1      | 2      | 3      | 4      | 5      | 6      | 7      | 8      | 9      | 10     | 11     | 12     | M*     | Punkty | Finałowa pozycja | Źródło |
| ------------ | ----------- | ------ | ------ | ------ | ------ | ------ | ------ | ------ | ------ | ------ | ------ | ------ | ------ | ------ | ------ | ---------------- | ------ |
| David Mier   | RS:X        | 28     | 21     | 22     | 26     | 21     | 17     | 32     | 15     | 5      | 16     | 15     | 21     | NQ     | 207    | 20.              | [ 73 ] |
| Yanic Gentry | Laser       | 41     | 42     | 29     | 43     | 34     | 36     | 38     | DNF    | 41     | 36     | N/A    | N/A    | NQ     | 340    | 42.              | [ 74 ] |

M = Wyścig medalowy